# Edmond Audemars
Edmond Audemars (* 3. Dezember 1882 in Le Brassus; † 4. August 1970 in Paris) war ein Schweizer Radrennfahrer, Flugpionier und Unternehmer. Er ist ein Urenkel des Uhrmachers Louis-Benjamin Audemars und somit auch ein entfernter Cousin von Jules-Louis Audemars, der 1881 gemeinsam mit Edward-Auguste Piguet die Uhrenmanufakturengruppe Audemars Piguet begründete.

## Radsport

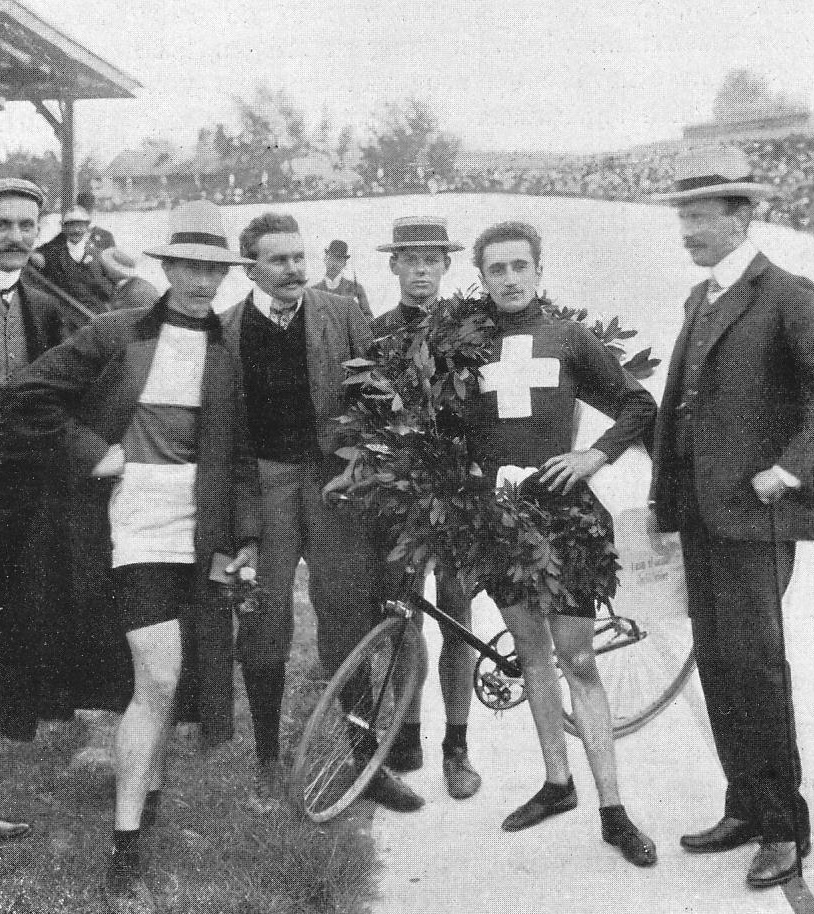
Edmond Audemars als Weltmeister der Amateur-Steher 1903

1903 wurde Edmond Audemars im Alter von 21 Jahren in Kopenhagen Weltmeister der Amateur-Steher. Als Belohnung für diesen WM-Sieg lud er seinen deutschen Schrittmacher Werner Krüger in das Zürcher Nobelhotel «Baur au Lac» ein und schenkte ihm eine goldene Uhr. Wegen seiner zierlichen Statur wurde Audemars in Rennfahrerkreisen «der kleine Schweizer» genannt. Er war in gleichem Masse abenteuerlustig und risikofreudig wie geschäftstüchtig.

## Audemars als Flieger

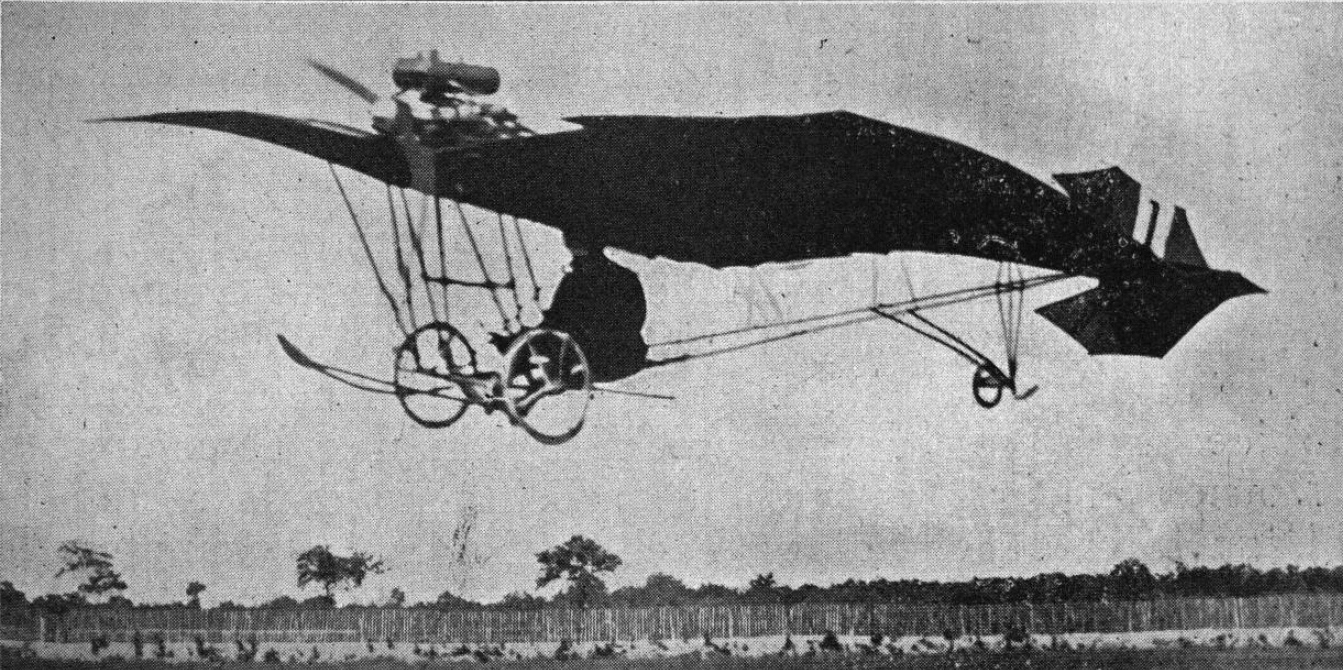
Audemars fliegt die «Demoiselle»

Von 1907 bis 1909 versuchte sich Audemars als Motorrad-Rennfahrer und arbeitete als Vertreter für «Motosacoche» in Berlin, nachdem er von 1904 bis 1906 der Repräsentant von Michelin in der Schweiz gewesen war. Im Jahre 1909 wandte er sich der Fliegerei zu. Er kaufte sich ein Flugzeug vom Typ «Demoiselle» von Santos-Dumont und machte den Schweizer Flugschein (mit der Nr. 7) und den französischen (Nr. 100). Audemars’ Fluglehrer war Adolphe Pégoud, der als erster Flieger den Looping und den Rückenflug ausführte. 1912 betätigte er sich als Erkundungsflieger im Dienste der US-amerikanischen Armee.
Im selben Jahr flog er als Chefpilot des Herstellerwerkes mit einem Blériot-Eindecker von Paris nach Berlin. Am 18. August 1912 startete er um 5.36 Uhr auf dem Flugplatz in Issy-les-Moulineaux und wollte innerhalb von zwölf Stunden Berlin erreichen, um so den Pommery-Preis in Höhe von 100'000 Francs zu gewinnen. Die geplante Flugzeit konnte er jedoch nicht einhalten, weil er am ersten Tag mit Zwischenlandungen in Bochum und Haltern um 16.30 Uhr nach zehn Stunden reiner Flugzeit das Unternehmen in Wanne-Eickel abbrechen und übernachten musste. Am 19. August wollte er um 5.00 Uhr wieder starten, was sich jedoch wegen dichten Nebels bis 7.37 Uhr verzögerte. Aus dem gleichen Grund verzichtete Heinrich Lübbe darauf, Audemars auf einer Teilstrecke zu begleiten. Der Flug verzögerte sich erneut wegen schlechten Wetters, sodass die Landung in Berlin schliesslich erst am 19. August gegen 18.45 Uhr auf dem Flugplatz Johannisthal erfolgte.

«Ich habe mich erst vor einigen Tagen zu dem Flug nach Berlin entschlossen und wohlweislich in Paris meine Absicht vollkommen geheimgehalten. Denn wäre der Flug mißglückt, war ich blamiert; da er aber gelungen ist, werden es die Pariser schon frühzeitig genug erfahren. Über meinen Flug selbst kann ich nur sagen, daß er mit Ausnahme der ersten 30 km sehr wenig vom Wetter begünstigt war. Die Zwischenlandung in Bochum, über die Sie ja schon berichteten, war die schwierigste meines Lebens. Auf einem Platz von etwa 100 m im Quadrat mußte ich mitten in der Stadt zur Landung schreiten und wurde dazu noch durch eine Telegraphenleitung gehindert. […] Heute früh hatte ich eigentlich die Absicht, von Wanne direkt nach Berlin zu fliegen. Da mir aber das Benzin ausging, mußte ich in Hannover zu einer Zwischenlandung schreiten, die auf einer Wiese glatt von statten ging. Ich ließ meinen Apparat unter Aufsicht und ging in die Stadt, um Benzin zu kaufen und alte Bekannte zu besuchen. Als ich zurückkehrte, hatte die Polizei während meiner Abwesenheit mein Flugzeug nach photographischen Apparaten untersucht, aber nichts Verdächtiges gefunden. Nur meine Personalien wurden noch aufgenommen, sonst ließ man mich unbehelligt. Kurz vor Döberitz bemerkte ich auf meinem Weiterflug, daß ich nur noch über 15 l Benzin verfügte. Mit einem so kleinen Vorrat Berlin zu überfliegen, mochte ich nicht riskieren und schritt deshalb auf dem Flugplatze zu einer Zwischenlandung. Ich betrachte diesen Flug als ein Training für den Wettbewerb um den Pommery-Pokal, um den ich vermutlich in der nächsten Woche auf der Strecke Paris—Berlin mit Zwischenlandungen in Bonn und Hannover mich bewerben werde.»

Erst am 22. Juni 1913 gelang es ihm, die Strecke Paris–Berlin von Sonnenauf- bis Sonnenuntergang zurückzulegen, was ihm den Batschari-Preis in Höhe von 10'000 Mark (entspricht heute etwa 66.000 Euro) eintrug.
Am 8. September 1915 schraubte er den bemannten Höhenweltrekord auf 6600 Meter. Bis 1918 nahm Audemars an unzähligen Flugwettbewerben und -schauen teil, auch in Amerika. Oft lud er auch prominente Passagiere auf einen Flug ein, so z. B. 1910 den italienischen König Viktor Emanuel III. oder 1916 den spanischen König Alfons XIII. Insgesamt überlebte er sieben Abstürze mit Flugzeugen.

## Audemars und Garros
Audemars war eng mit dem französischen Flieger-Idol Roland Garros befreundet. An vielen Flugschauen nahmen sie gemeinsam teil. Als Garros, der während des Ersten Weltkriegs als Militärflieger aktiv war, in deutsche Gefangenschaft geriet, schrieb Audemars seinem Freund regelmässig Briefe. Garros floh 1918 aus der Gefangenschaft und flog erneut für die französische Armee. Nachdem er im Oktober 1918 abgeschossen worden war, identifizierte Audemars seinen Leichnam. Ausserdem war er von Garros zu seinem Testamentsvollstrecker ernannt worden. Aus Trauer über Garros’ Tod gab Audemars das Fliegen auf.

## Berufliches
Schon im Jahre 1917 hatte Audemars, der aus einer Dynastie von Uhrmachern stammte, einen Vertrag beim Uhrenproduzenten Jaeger-LeCoultre unterschrieben; er war auch am Unternehmen beteiligt. Mit Jacques-David LeCoultre war Audemars von Kindesbeinen an befreundet. Seine Erfahrung trug zur Entwicklung spezieller Chronometer, etwa für Piloten und Autofahrer, sowie von Instrumenten für Autos und Flugzeuge bei. 1926 baute er eine Filiale in New York auf und regte 1932 Geschäftsbeziehungen zur Sowjetunion an. Im Unternehmen war er bis zu seiner Pensionierung im Jahre 1952 bis in die Direktionsebene tätig. Er starb unverheiratet.

## Auszeichnungen
- 1922 Ehrenlegion
- 1959 Médaille de l’Aéronautique
- 1962 Médaille d’or des Arts, Sciences et Lettres et diplôme
- 1963 Médaille d’argent de la Ville de Paris et diplôme
- 1963 Ehrenmitglied des Aéro-Club de Suisse
- 1964 Bundesverdienstkreuz 1. Klasse